# Daguerréotypes
Daguerréotypes è un film documentario francese diretto da Agnès Varda uscito nel 1976. È interamente ambientato e girato a Parigi in Rue Daguerre, dove abitava la Varda. Daguerréotypes (dagherrotipi in italiano) è il nome che si dava ai primi modelli di fotografia negli anni immediatamente successivi alla sua invenzione.

## Trama
La regista segue le vite e il lavoro di alcuni commercianti delle botteghe di Rue Daguerre: una coppia di panettieri, una coppia di macellai, una coppia di sarti, una coppia di droghieri, una coppia di parrucchieri, una coppia di ferramenta, un insegnante di scuola guida...
Ad introdurre ed intervallare la pellicola è un illusionista, che inizialmente presenta il film agli spettatori, declamandone il titolo e i nomi di coloro che ci hanno lavorato, poi interpreta uno spettacolo di illusionismo con i vari commercianti intorno a cui gira il film.

## Produzione
Françoise Audé su Positif n. 218 del maggio 1979 scrive che «Daguerréotypes è un film di Agnès Varda su Agnès Varda che guarda gli altri. Al di là dei ritratti, è il colpo d’occhio dell’autore che ci coinvolge». Daguerréotypes si avvicina particolarmente allo sguardo della Varda fotografa degli anni Cinquanta noto, anche in Italia, per la presenza di molte sue foto in un volume nell'Enciclopedia Popolare Mondadori.
Il film nacque dalla volontà della regista, che già aveva realizzato alcuni film e documentari, di raccontare coloro che componevano la vita della sua via, coloro che ogni giorno lavoravano sodo, incontravano decine e decine di persone e senza i quali la vita di una società non andrebbe avanti. Il tocco autoriale e personale tipico di Varda è quindi nel raccontare le persone che lei stessa vede tutti i giorni, oltre che nella sua presenza come voce narrante in diversi momenti del film.
Agnès Varda imita la tecnica ottocentesca dell'inventore della fotografia e fa posare i protagonisti del suo quartiere immobili per alcuni secondi: in questo tempo di esposizione convivono movimento e staticità in tableaux vivants che sembrano usciti dal passato, che catturano i mestieri di una comunità prossima a sparire.